# Henry Eriksson
Henry Eriksson (Knut Henry Eriksson; * 23. Januar 1920 in Krylbo, heute zur Stadt Avesta; † 8. Januar 2000 in Gävle) war ein schwedischer Mittelstreckenläufer und Olympiasieger.
Während seiner gesamten sportlichen Karriere war sein größter Gegner sein Landsmann Lennart Strand. Eriksson hatte seinen ersten internationalen Auftritt bei den Leichtathletik-Europameisterschaften 1946 in Oslo, wo er den 1500-Meter-Lauf hinter Strand als Zweiter beendete. Am 15. Juli 1947, bei den nationalen schwedischen Meisterschaften in Malmö hatten Eriksson und Strand ein sehr enges Rennen über 1500 m, welches Strand mit Einstellung des Weltrekords von 3:43,0 Minuten gewann. Eriksson war Zweiter mit einer Zeit von 3:44,4 Minuten, was auch gleichzeitig seine persönliche Bestzeit über diese Distanz war.
Bei den Olympischen Spielen 1948 in London gingen die drei Schweden Eriksson, Strand und Gösta Bergkvist als klare Favoriten an den Start. Allerdings hatten sie nicht die besten Bedingungen. Das Rennen selbst startete in starkem Regen und einer rutschigen Bahn. Nach einem Kilometer zogen Eriksson und Strand das Tempo an und setzten sich vom Rest des Feldes ab. Beim Einbiegen auf die Zielgerade versuchte Strand an Eriksson vorbeizukommen, schaffte dies aber nicht. Eriksson beendete das Rennen mit einem Vorsprung von 0,6 Sekunden in einer Zeit von 3:49,8 Minuten und bekam die Goldmedaille. Silber ging an Strand, und Bronze gewann der Niederländer Willem Slijkhuis.
Eriksson war bei den Olympischen Reiterspielen 1956 in Stockholm einer der drei Entzünder der Olympischen Flamme.